# آرادو آر ۲۳۴
آرادو آر ۲۳۴ بلیتس (به آلمانی: Arado Ar 234 Blitz) (آذرخش) یک هواگرد تک‌باله تک‌سرنشین دو موتوره آلمانی و نخستین هواگرد جت بمب‌افکن عملیاتی جهان بود که اوایل و اواسط دهه ۱۹۴۰ توسط شرکت آرادو طراحی و تولید شد. هواگرد آرادو آر ۲۳۴ نخستین پروازش را در ۱۵ ژوئن سال ۱۹۴۳ انجام داد.

## طراحی و توسعه
دفتر فنی وزارت هوانوردی رایش ماه سپتامبر سال ۱۹۴۱ سفارشی برای یک هواگرد شناسایی پر سرعت صادر کرد. این هواگرد تک‌سرنشین تمام‌فلزی می‌بایست در صورت امکان به برد ۲٬۰۰۰ کیلومتری می‌رسید و سرعتی بیش از جنگنده‌های آن زمان یا آینده نزدیک می‌داشت. بر این اساس حداکثر سرعت هواگرد می‌بایست دست کم ۸۰۰ کیلومتر بر ساعت و پایاسیر آن دست کم ۷۰۰ کیلومتر بر ساعت می‌بود. به جهت این سرعت بالا تسلیحات دفاعی لازم نبود و تنها یک مسلسل ام‌گه ۱۳۱ به عنوان سلاح اخلال‌آفرین می‌بایست در پشت هواگرد نصب می‌شد. به منظور دستیابی به حداکثر برد می‌بایست از حداقل ممکن تجهیزات عمومی استفاده می‌شد. فضایی برای سه مخزن سوخت ۶۵۰ لیتری در بال‌ها و مخازنی با ظرفیت ۳٫۳۵۰ لیتر در بدنه می‌بایست تامین می‌گشت. تمامی مخازن می‌بایست ضدگلوله و خود مسدود کن می‌بودند.
مهندسان شرکت آرادو همان سال ۱۹۴۱ طرحی از یک هواگرد تحت عنوان «ایی ۳۷۰» را به دفتر فنی این وزارت‌خانه ارائه کردند. به همراه این طرح، طرح‌های دیگری با ساختار رادیکال‌تر نیز وجود داشت اما ایی ۳۷۰ با ساختاری مرسوم‌تر مورد پذیرش واقع گشت و عنوان «آر ۲۳۴» بر آن نهاده شد. این هواگرد با ساختاری تمام‌فلزی و بال‌بالای ذوزنقه‌ای دارای دو موتور جت در زیر بال‌ها در فاصله مشابهی با بدنه نسبت به موتورهای پیستونی بود. یک اتاقک تک‌سرنشین در جلوی هواگرد قرار داشت و تمامی دماغه از پلکسی گلاس ساخته شده بود. خلبان با بازکردن یک پلکان در سمت چپ وارد هواگرد می‌شد و از طریق دریچه سقف به داخل اتاقک می‌رفت. اتاقک هواگرد مکانی جادار و راحت بود و فشار آن با هوای موتور تنظیم می‌شد. جهت دستیابی به برد رزمی ۲۲۰۰ کیلومتری تقریباً تمامی کف اتاقک با سوخت پر بود. مخازن سوخت از طریق سقف بدنه پر می‌شدند. هواگرد مجهز به صندلی‌پران نبود. تمامی ابزارهای هدایت پرواز دستی و سنتی بودند. برنامه‌ریزی شده بود دوربین‌های بزرگ شناسایی در پشت بدنه نصب شود.
یک ویژگی غیر سنتی ارابه فرود هواگرد بود. با پر شدن زیر بدنه با سوخت، جایی برای جمع شدن ارابه فرود اصلی وجود نداشت و امکان قرار گرفتن آن درون بال‌ها یا محفظه موتورها نیز نبود. پیکربندی بال‌بالا موجب می‌شد نصب ارابه‌های فرود در بال‌ها آن‌ها بسیار بلند کند. شرکت چندین حالت غیر مرسوم را مطرح ساخت و ستاد وزارت هوانوردی یکی از غیر معمول‌ترین آن‌ها را برگزید. بدین ترتیب آرادو آر ۳۲۴ هنگام برخاستن بر روی یک سه چرخه بزرگ حرکت می‌کرد و هنگام نشستن بر روی یک ارابه لغزش در مرکز بدنه با ارابه‌های لغزش کوچک تثبیت‌گر در زیر محفظه موتورها فرود می‌آمد.
موتور برگزیده شده برای این هواگرد ۱۰۹–۰۰۴آ بود که یونکرس در حال توسعه آن بود. ساخت نخستین پیش‌نمونه با عنوان «فاو-۱» بهار سال ۱۹۴۱ آغاز شد. یونکِرس وعده تحویل موتور در عرض حدود ۱۰ ماه را داد. کار ساخت پیش‌نمونه در کارخانه وارنمونده آرادو به سرعت پیش رفت اما تحویل موتور با تأخیر زیادی مواجه گشت. انجام آزمایش‌های پرواز موتور تنها از ماه مارس سال ۱۹۴۲ آغاز شد. با وجود این که دو موتور ۰۰۴آ بر روی نخستین هواگرد مسرشمیت ام‌ئی ۲۶۲ نصب شد، آرادو تا ماه فوریه سال ۱۹۴۳ هیچ موتور دیگری دریافت نکرد و نتوانست تا پیش از ۱۵ ژوئن ۱۹۴۳ آر ۲۳۴ فاو-۱ را به پرواز درآورد. بدین ترتیب بدنه بدون موتور این هواگرد برای ۱۸ ماه منتظر ماند. آرادو آغاز آزمایش‌های پرواز با موتور پیستونی را نیز در نظر گرفت اما فاصله پیش‌ران با زمین کافی نبود. گفته می‌شود اگر ارابه فرود متعارفی در این هواگرد به‌کارگرفته می‌شد چنین مشکلی پیش نمی‌آمد.
کیفیات عملکرد آر ۲۳۴ در پروازهای آزمایشی تحت نظارت اریش فون زله، مسرت‌بخش بود و نواقص اندکی بروز داد. هر خلبانی که با این هواگرد پرواز می‌کرد هدایت‌پذیری آن را تحسین می‌نمود. پیش‌نمونه‌های فاو-۲، فاو-۳، فاو-۴، فاو-۵ و فاو-۷ (کنار نهادن فاو-۶ و فاو-۸ به عنوان پیش‌نمونه‌های چهار موتوره) متعاقب هم به سرعت ایجاد گردیدند. اواخر سال ۱۹۴۳ تقویت‌کننده راکتی برخاست در زیر بال‌ها، موتور سبک‌تر و قدرتمندتر ۰۰۴ب و در برخی موارد صندلی‌پران در پیش‌نمونه‌های آر ۲۳۴ آزمایش شدند. اریش فون زله در پی سقوط فاو-۷ در اثر آتش در موتور هواگرد، کشته شد.
به هر حال ارابه‌های برخاستن و فرود مشکلات فروانی ایجاد کرده بود. در نخستین پرواز سه‌چرخه بزرگ به درستی از ارتفاع ۶۰ متری رها شد اما چتر آن باز نشد تا سه‌چرخه با برخورد به زمین منهدم شود. اتفاق مشابهی در پرواز دوم تکرار شد. پس از این دو پرواز تصمیم گرفته شد هواگرد به تنهایی برخیزد و سه‌چرخه را روی زمین رها کند. در این حالت سه‌چرخه و ارابه لغزش هر دو مشکل‌ساز شدند. اغلب اوقات ارابه‌های لغزش باز نمی‌شدند و چرخش‌ها و بالا و پایین شدن‌ها شدید بود. در چندین مورد ارابه‌های لغزش یک طرف خورد و باعث کشیده شدن بال هواگرد بر روی زمین شدند. علاوه بر این هواگرد نمی‌توانست بر روی زمین بر روی ارابه‌های لغزش خود که اصطکاک زیادی داشتند، حرکت کند؛ بدین ترتیب تصور می‌شد در عملیات‌های بزرگ پایگاه هوایی به سرعت از هواگردهای بی‌حرکت آر ۲۳۴ پر شود که مسیر دیگر هواگردها را نیز سد کرده‌اند و اهداف بی‌دفاعی در مقابل هواگردهای دشمن هستند. در نهایت تابستان سال ۱۹۴۳ تصمیم به تغییر ارابه فرود به حالت متعارف گرفته شد. بدین منظور عرض بدنه مقداری بیشتر شد تا دو چرخ اصلی را در میانه خود جای دهد و یک چرخ دماغه هم زیر اتاقک خلبان نصب شد. این مدل جدید آر ۲۳۴ب نام گرفت.
نخستین پیش‌نمونه از مدل آر ۲۳۴ب (فاو-۹) با خلبانی یوآخیم کارل، روز ۱۰ مارس سال ۱۹۴۴ به پرواز درآمد. به پیش‌نمونه فاو-۱۰ ابزار دید پریسکوپی اِراِف ۲سی، محفظه‌هایی برای بمب یا مخازن سوخت جدا شونده در زیر موتورها و یک بمب زیر بدنه افزوده گشت. فاو-۱۱ روز ۵ مه سال ۱۹۴۴ به پرواز درآمد.

## تولید
مدل تولید برنامه‌ریزی‌شده با عنوان «آر ۲۳۴آ» پس از ساخت ۷ فروند لغو شد. مجموعاً ۲۱۰ فروند از مدل ب تولید شد. قرار بود مدل سی جای مدل ب را در تولید بگیرد اما تولید تنها ۱۹ فروند از آن تا پایان جنگ تکمیل شد.

## تاریخچه عملیاتی
تنها دو مدل از آر ۲۳۴ به صورت عملیاتی استفاده شد؛ یکی ب-۱ نوع شناسایی غیر مسلح و دیگری ب-۲ نوع بمب‌افکن. پیش‌نمونه‌های فاو-۵ و فاو-۷ با تحویل در ماه ژوئیه سال ۱۹۴۴ به گروه ۱ یگان آزمایش فرماندهی عالی لوفت‌وافه در رن در فرانسه، نخستین سورتی‌های عملیاتی را انجام دادند. این دو هواگرد روز ۲۰ ژوئیه از ارتفاع ۹٬۰۰۰ متری از اسکله‌های سواحل جنوبی انگلستان عکس‌برداری کردند. چند سورتی دیگر بر فراز بریتانیا صورت گرفت تا این که یگان ماه سپتامبر به منطقه راین منتقل شد. یگان‌های آزمایش دیگری نیز از این هواگردها دریافت کردند تا این که ماه ژانویه سال ۱۹۴۵ با یکدیگر ترکیب شدند و دو گروه ۱ جناح‌های ۱۰۰ و ۱۲۳ عکس‌برداری را در منطقه راین و گروه ۱ جناح ۳۳ عکس‌برداری را در استاونگر در نروژ تشکیل دادند. یگان آخر پروازهای شناسایی بر فراز پایگاه دریایی بریتانیا در اسکاپا فلو تا میانه ماه آوریل سال ۱۹۴۵ انجام داد.
مدل بمب‌افکن آر ۲۳۴ از ماه اکتبر سال ۱۹۴۴ جناح ۷۶ رزمی را تجهیز کرد. نخستین ماموریت‌های عملیاتی آن‌ها ماه دسامبر در جریان تهاجم آردن صورت گرفت. این بمب‌افکن‌ها هفته‌های آغازین سال ۱۹۴۵ بسیار فعال بودند و ماه مارس در یکی از بازرترین وظایف خود حملاتی به پل لودندورف در رماگن در دست آمریکایی‌ها اجرا کردند. پس از ماه مارس سال ۱۹۴۵ تعداد بسیار اندکی سورتی دیگر انجام شد. تنها یک یگان مجهز به نمونه‌های آزمایشی جنگنده شبانه آر ۲۳۴ مجهز به توپ‌های عمود شلیک، موسوم به فرماندهی بونو، تا پایان جنگ به رزم ادامه دادند.